# O Crime de Aldeia Velha
O Crime de Aldeia Velha é uma peça teatral em três actos, escrita por Bernardo Santareno e publicada em 1959
O Teatro Experimental do Porto estreou a peça  em 18 de dezembro de 1959, no Teatro Nun'Álvares, no Porto.
A peça, escrita a partir de um caso real ocorrido na Freguesia de Soalhães em Marco de Canaveses, tem como tema central um caso de linchamento pelo fogo de uma rapariga considerada possuída pelo Diabo.
Em 1964, a peça deu origem a um filme com o mesmo nome, dirigido por Manuel Guimarães.